# Hipparchia statilinus
The Tree Grayling (Hipparchia statilinus) là một loài bướm thuộc họ Nymphalidae. Loài này được tìm thấy ở Trung Âu, Nam Âu, Bắc Phi, Anatolia và the Kavkaz.
Sải cánh dài 21–25 mm. The butterflies fly làm một đợt từ tháng 6 đến tháng 10. .
Ấu trùng ăn Corynephorus canescens, Bromus và other grasses.

## Hình ảnh

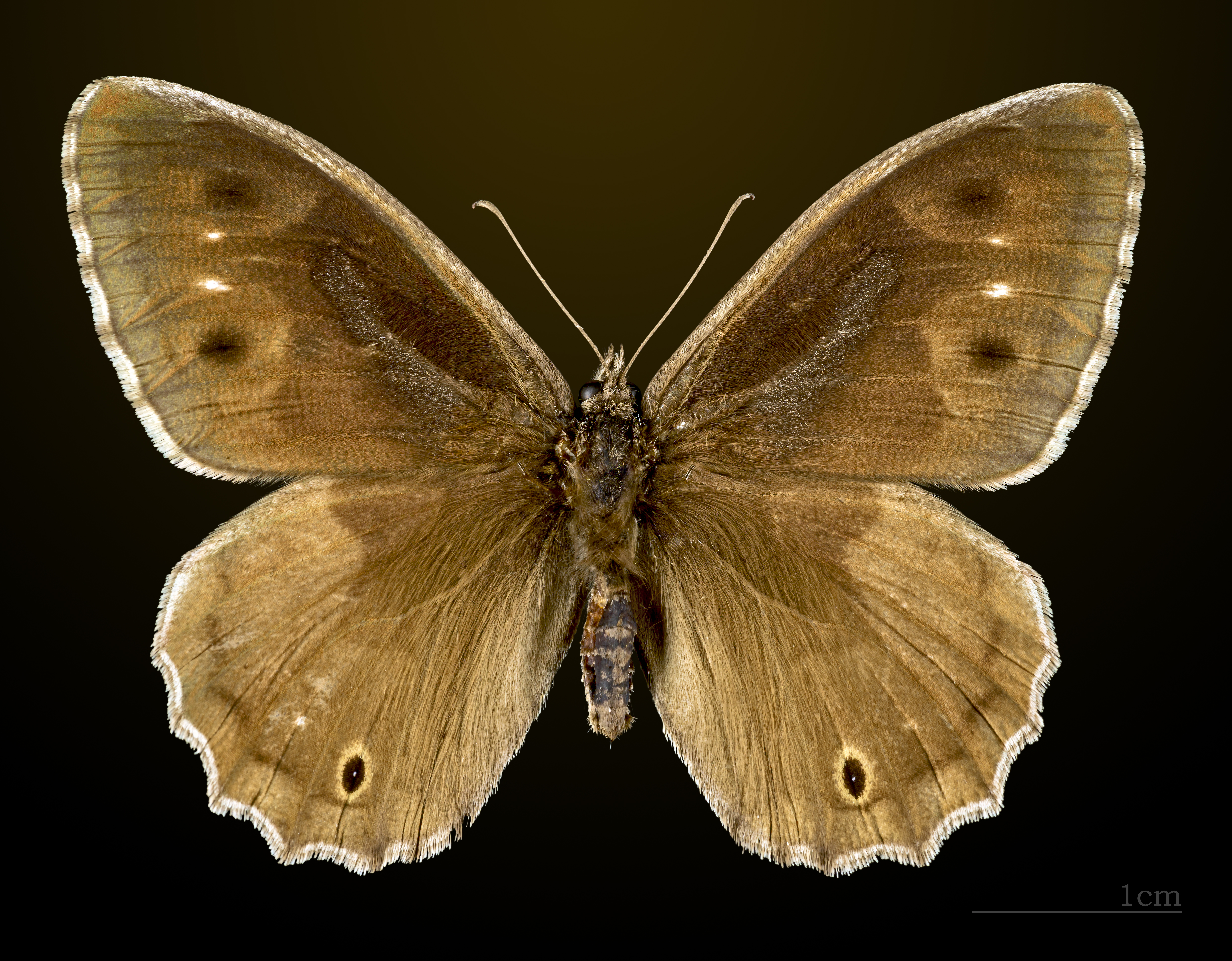
♂
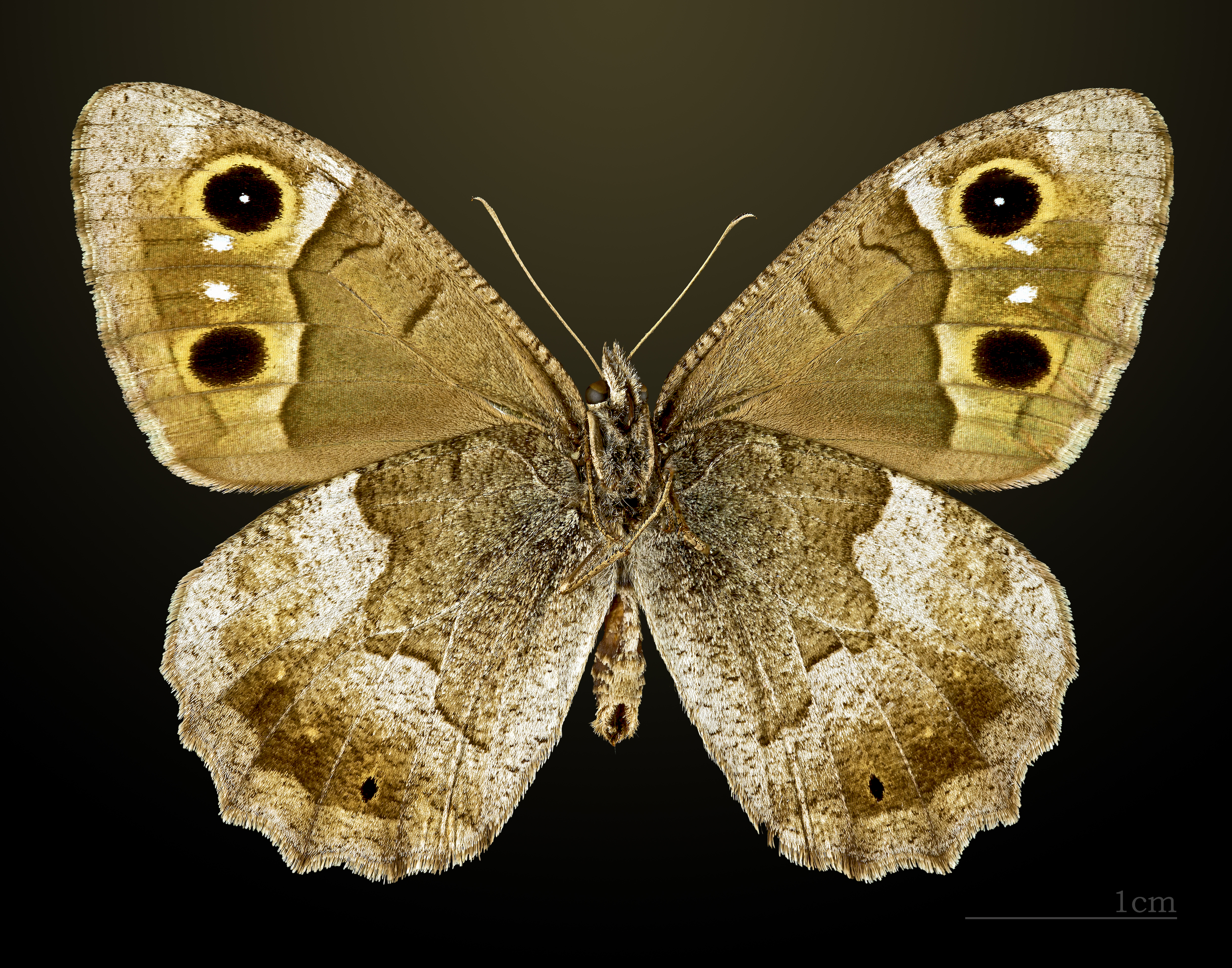
♂ △
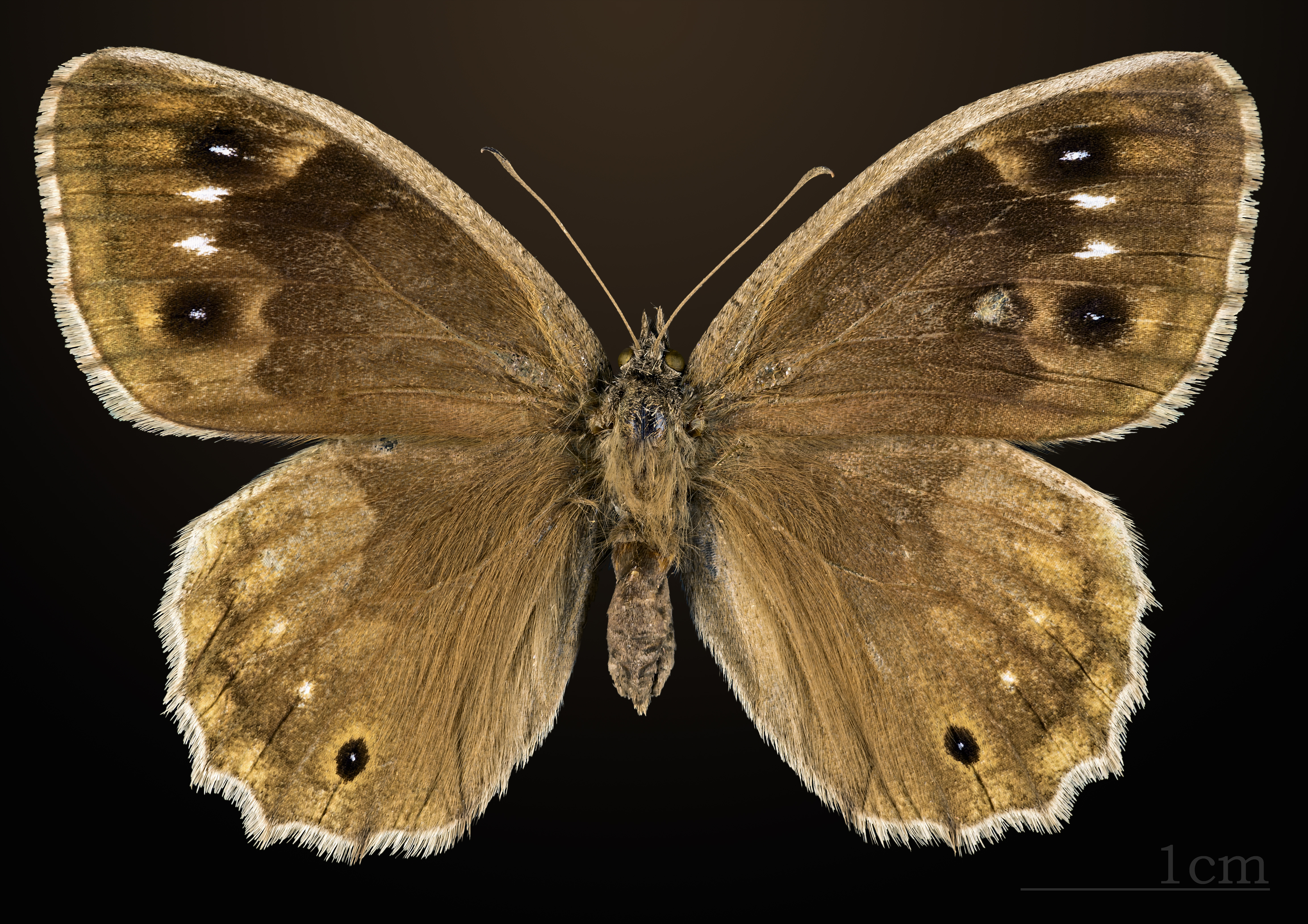
♀
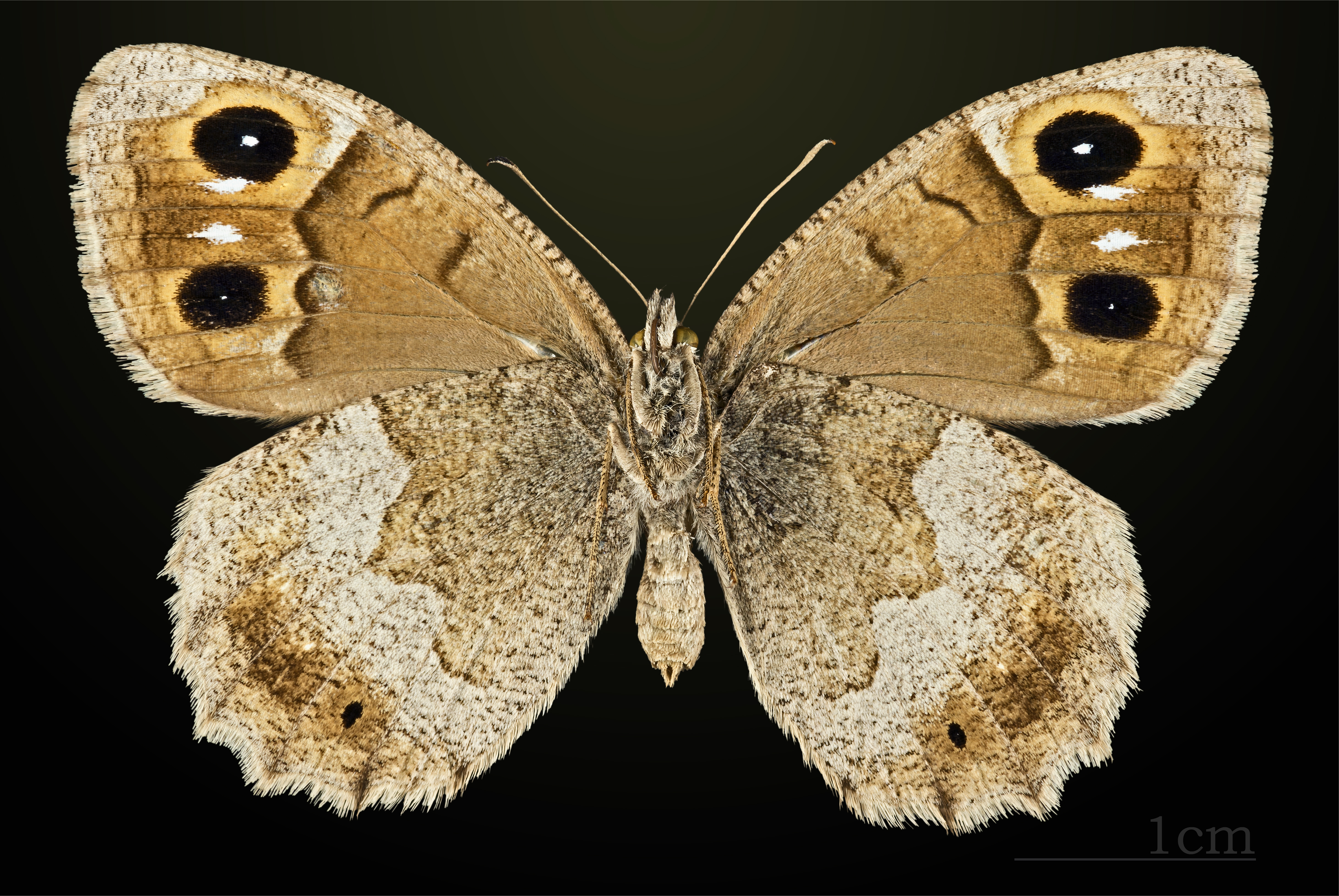
♀ △
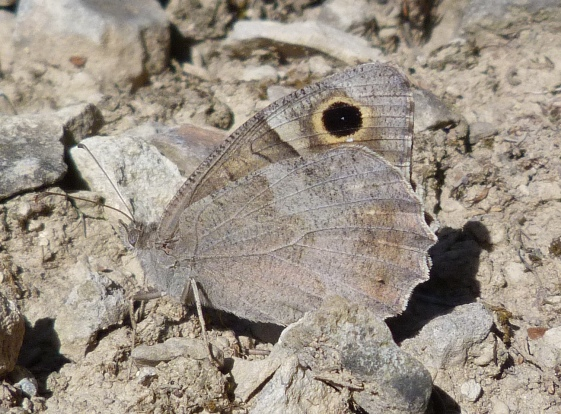
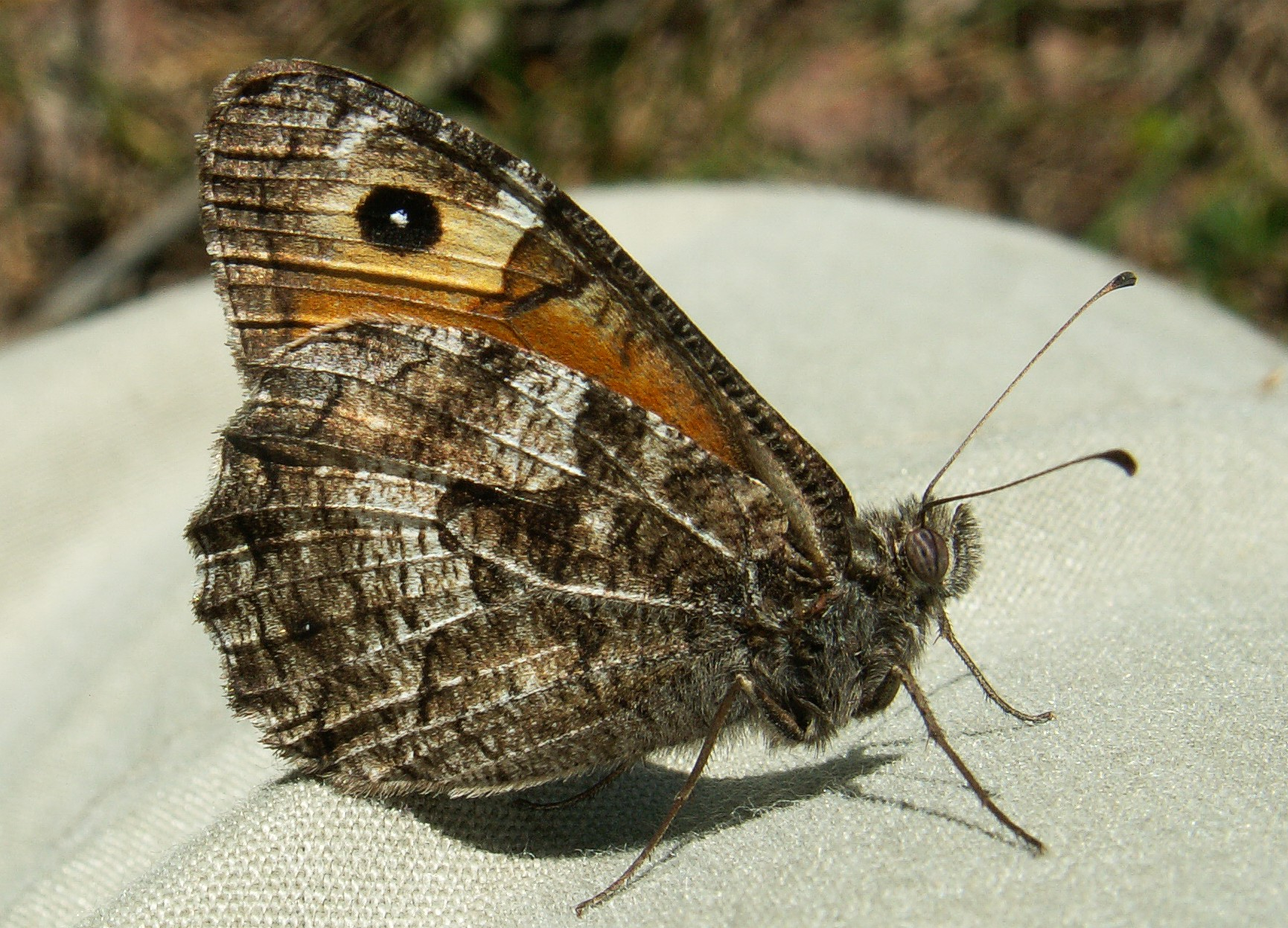